# Índice diferencial de agua normalizado
El índice diferencial de agua normalizado o NDWI (del inglés Normalized Difference Water Index) se utiliza como una medida de la cantidad de agua que posee la vegetación o el nivel de saturación de humedad que posee el suelo.
Generalmente se lo calcula a partir de imágenes satelitales que brindan información de reflectancia de una determinada zona en diferentes bandas de frecuencia del espectro electromagnético. Tiene uso extendido en ciencias ambientales e hídricas, ya que brinda información relevante para utilizar en modelos de balance hídricos, predicción climática entre otros.

## Cálculo del NDWI
El cálculo se realiza operando matemáticamente sobre los valores de reflectancia de las diferentes bandas del espectro electromagnético:

{\displaystyle NDWI={\frac {Green-NIR}{Green+NIR}}}

donde "Green" es el valor de la banda correspondiente al color verde (alrededor de 0.56 µm), y "NIR" (del inglés 'Near InfraRed') corresponde a la banda del infrarrojo de onda corta (aproximadamente entre 0.76–0.90 µm.